# Wu Peifu
Wu Peifu eller Wu P'ei-fu (forenklet kinesisk: 吴佩孚, traditionelt kinesisk: 吳佩孚, pinyin: Wú Pèifú; 22. april 1874 i Yantai i provinsen Shandong i Kina - død 4. december 1939) var en central kinesisk krigsherre i kampene mellem forskellige krigsherrer, som dominerede Kinas historie fra 1916 til 1927.
Han havde tilnavnet Jademarskalken.

## Tidlig karriere
Wu Peifu fik en traditionel kinesisk opdragelse og begyndte på Baoding-Militærakademiet (保定軍校) i Beijing og blev soldat. Han steg hastigt i graderne. Han sluttede sig til Den nye armé (新軍, fra 1902 kaldet Beiyang-armeen), som var oprettet af den moderniserende Qing-general Yuan Shi-kai. Efter Qing-dynastiets fald i 1911 og Yuan blev præsident for Republikken Kina og hans fejlslagne forsøg på at blive kejser, blev den politiske magt i landet hurtigt opdelt mellem en række regionale militærkommandanter. Tiden går under navnet «Krigsherre-tiden».

## Zhili-kliken
Efter Yuans død i 1916 blev Beiyang-armeen splittet i en række fraktioner, og magtkampene mellem dem fortsatte i flere år. Nogle af de viktigere fraktioner var Anhui-kliken under Duan Qirui, Fengtien-kliken under Zhang Zuolin, og Zhili-kliken under Feng Guozhang, som Wu Peifu var med i. Duan Qiruis fraktion dominerede Peking politisk mellem 1916 og 1920, men måtte balancere i forhold til Feng Guozhangs fraktion for at opretholde stabilitet. De to var uenige om, hvordan de skulle håndtere uroen i syd; Duan ønskede en erobring, mens Feng foretrak forhandling.
Feng døde i 1919, og Cau Kun greb lederskabet af Zhili-kliken med støtte fra Wu Peifu og Sun Chuanfang. Cao og Wu begyndte at agitere mod Duan og Anhui-kliken og fordømte ham for at samarbejde med Japan. Da de pressede præsidenten til at afskedige Duans vigtigste underordnede general Xu Shuzheng, begyndte Duan at forberede sig til kamp mod Zhili-kliken. På sin side begyndte Cao Kun og Wu Peifu at skabe en bred alliance, som omfattede alle modstandere af Anhui-kliken. I november 1919 mødte Wu Peifu repræsentanter for Tang Jiyao og Lu Rongting (krigsherrer i Yunnan og Guangxi) i Hengyang, og der undertegnede de et «Grovudkast for den allierede nationale befrielsesarme» (救国同盟军草约). Den blev grundlaget for den anti-Anhui-alliance, som skulle omfatte Zhang Zuolin og den mægtige Fengtian-klike.

## Zhili-Anhui-krigen
Fjendtlighederne brød ud i juli 1920. Wu Peifu blev øverstkommanderende for anti-Anhui-styrkerne. Til at begynde med gik det ikke så godt for Zhili-styrkerne; de blev tvunget til retræte af Anhui-styrkerne over hele fronten. Så foretog Wu en dristig omgående manøvre på frontens vestre flanke og angreb ikke blot Anhui-styrkerne fra siden, men også kort efter selve deres hovedkvarter. Det blev en vigtig sejr, ikke mindst fordi Wu fik fanget mange af hovedkvarterets ledende officerer. Anhui-hæren faldt fra hinanden i løbet af en uge, og Duan Qirui flygtede til den japanske konssesion i Tianjin. Wu Peifu fik æren som mesterstrategen bag den uventet hurtige sejr.
Efter konflikten blev Zhili- og Fengtian-klikerne enige om en magtdeling og dannede en koalitionsregering. Men Zhang Zuolin, leder af Fengtianklikken, blev stadig mere foruroliget over Wu Peifus kraftige antijapanske holdninger, som han mente truede den overenskomst, som Zhang havde indgået med japanerne i hans magtbase i Manchuriet. Wu og Zhang kunne heller ikke enes om hvem, som skulle være statsminister. Det tog ikke lang tid, før koalitionen mellem Zhili og Fengtian brød sammen, og fjendtligheder ikke kunne at undgås.

## Første Zhili–Fengtian-krig
Nu var Wu Peifu atter hærfører for Zhili-styrkerne. Kamphandlingerne fandt sted over en bred fromt syd for Peking og Tianjin og stod på fra april til juni 1922. Til at begynde med led Zhili-hæren igen en række nederlag; Fengtian-hæren var bedre udstyret. Men igen formåede Wu Peifu at vende krigslykken. Han foretog flere flankemanøvrer, som tvang Fengtian-hæren tilbage mod Peking, og han lokkede den i en fælde ved at lade, som om han retirerede. Resultatet var, at Fengtian-hærens vestre flanke blev fuldstændigt tilintetgjort, og det gjorde situationen for den bedre stillede østre flanke meget vanskelig. Zhang Zuolin blev tvunget til at beordre generel tilbagetrækning mod Shanhaiguan, og så fik Wu og Zhili-kliken kontrol med hovedstaden.
Selv om sejren var deres, overtog Zhili-kliken under Cao Kun og Wu Peifu en regering, som havde langt svagere greb om magten i provinserne end tidligere. Manchuriet var nu de facto uafhængig under Zhang Zuolin og den fremdeles formidable Fengtian-klike, mens de sydlige områder var opdelt i en myriade af krigsherrehære, blandt dem resterne af Anhui-kliken og Sun Yat-sens Kuomintang.

## Kontrol over Beiyang-regeringen
Den nye regeering i Beijing fik støtte fra Storbritannien og USA. Li Yuanhong, den sidste præsident med anerkendt legitimitet, blev kaldt tilbage til præsidentposten den 12. juni 1922; imidlertid måtte hvert regeringsmedlem, han ville udnævne, forhåndsgodkendes af Wu Peifu. På denne tid var Wus prestige og berømmelse langt større end den, hans tidligere mentor Cao Kun havde, selv om han nominelt var leder for Zhili-kliken. Forholdet mellem dem blev mere anstrengt, men det førte ikke til nogen splittelse af Zhili-kliken. Wu forsøgte at tøjle Cao, da den sidstnævnte begyndte at foretage politiske manøvrer for at sikre sig præsidentskabet, men han formåede ikke at forhindre Cao i at fælde kabinettet og stille Li for en rigsret. Cao bedrev så i flere måneder en kampagne for præsidenthvervet og erklærede til og med åbent, at han ville betale 5.000 dollar til enhver parlamentariker, som stemte på ham. Den almene fordømmelse af Zhili-kliken var stor, men forhindrede ikke at Cao blive valgt til præsident i oktober 1923.
Selv om Zhilis magt syntes sikret, begyndte der at udbryde en krise i syd, og desuden truede en ny konfrontation med Fengtian-kliken. Stridens æble var Shanghai, som var landets økonomiske kraftcentrum. Byen var del af provinsen Jiangsu, som var under Zhilis kontrol, men i praksis blev Shanghai administreret fra Zhejiang, regeret af resterne av Anhui-kliken. Da Zhili forlangte, at Shanghai blev tilbageført til deres administration, blev dette afvist. Kamphandlinger brød ud. Zhang Zuolin i Manchuriet og Sun Yat-sen, da i Guangdong, erklærede hurtigt støtte til Anhui-kliken og begyndte krigsforberedelser. Wu Peifu sendte sin underordnede og protegé Sun Chuanfang sydpå for at tage sig af Anhui-kliken og et eventuelt angreb fra Suns Kuomintangstyrker, mens Wu selv forberedte sig på en ny konfrontation med Zhangs Fengtian-hær.

## Anden Zhili–Fengtian-krig
Wu Peifu, nu med tilnavnet Jademarschallen (玉帥), var nu generelt anset som Kinas dygtigste strateg, forventedes at ville vinde krigen, og at hans sejr at endeligt bringe en ende på de mange opsplittede halvselvstændige regionale krigsherreområder. Wus hær var blandt Kinas bedst trænede, og den havde betydelig stridserfaring.
Hundredetusinder af soldater kæmpede i denne afgørende strid mellem Zhangs Fengtian-hær og Wus Zhili-styrker. I et kritisk øjeblik deserterede en af Wus hovedallierede, Feng Yuxiang, trak sig tilbage fra fronten og mascherede mod Beijing. Med det såkaldte Beijing-kup (Beijing zhengbian) styrtede han regeringen og udråbte et nyt og mildt progressivt styre. Wu Peifus militære strategi kom i uorden på grund af denne katastrofe bag frontlinjerne, og han blev besejret af Zhangs styrker nær Tianjin. Efter Fengtian-klikens sejr blev Duan Qirui gjort til statsoverhoved, og han udråbte en provisorisk regering.

## Felttoget i Nordkina 1926-1928
Wu formåede at opretholde en magtbase i de centrale provinser Hubei og Henan helt til, han blev konfronteret med Kuomintang-hæren under felttoget i Nordkina i 1927. Wu blev tvunget til at trække sig tilbage til Zhengzhou i Henan.
Wus ry var blevet væsentligt svækket da han med rå kraft slog en strejke ned ved den vigtige Hankou-Beijing-jernbane. Hans soldater dræbte 34 arbejdere og sårede mange flere.

## Senere år
Efter udbruddet af den 2. kinesisk-japanske krig nægtede Wu at samarbejde med japanerne. I 1939 tilbød japanerne ham at blive leder for deres marionetregering i Nordkina. Da svarede Wu i en tale, at han gerne ville blive Nordkinas leder på vegne af «Den nye orden i Asien», men først efter, at den sidste japanske soldat på kinesisk jord havde forladt sin post og var vendt hjem til Japan.
Han trak sig så tilbage og døde senere under omstændigheder, som nogen fandt mistænkelige. Han var en nationalhelt, da han døde, en status, han aldrig tidligere havde været i nærheden af under sine velmagtsdage.